# Гнатенко, Марина Васильевна
 Мари́на Васи́льевна Гнате́нко  (укр. Марина Василівна Гнатенко; 12 марта 1914, Староселье, Киевская губерния — 13 апреля 2006, Киев) — украинский советский агроном, заслуженный работник сельского хозяйства, кандидат сельскохозяйственных наук, Герой Социалистического Труда.

## Биография
Родилась 12 марта 1914 года в селе Староселье (ныне Городищенский район Черкасской области) в семье кузнеца.
Окончила семилетку и пошла в колхозную бригаду. Впоследствии стала звеньевой. В 1935 году вступила в соревнование со звеньевой М. С. Демченко и достигла урожая 600 ц/га сахарной свеклы. В 1937 году М. Гнатенко — студентка института пищевой промышленности имени А. И. Микояна. В годы Великой Отечественной войны работала медсестрой и комиссаром госпиталя. С 1947 года — научный сотрудник Всесоюзного научно-исследовательского института сахарной свеклы. Одновременно завершала заочное обучение в вузах. В 1951 году окончила Украинскую сельскохозяйственную академию. Кандидат сельскохозяйственных наук 1955 года.
Делегат XVII—XX съездов Компартии Украины, на XVII—XIX съездах КП Украины избиралась членом ЦК Компартии Украины. Депутат Верховного Совета СССР 2-го созыва. Депутат Верховного Совета УССР 1-го созыва.

## Труды
- «Об агротехнике сахарной свеклы». — Москва, 1957; «Пятисотница». — Киев, 1975.

## Награды
Герой Социалистического Труда (1975). Награждена двумя орденами Ленина, орденами Октябрьской Революции, Красной Звезды, другими советскими орденами, медалями, а также украинским орденом Богдана Хмельницкого (2003).